# Simon Dupree & the Big Sound
Simon Dupree & the Big Sound was een Engelse psychedelische rockband.

## Bezetting
- Derek Shulman[1] (zang)
- Phil Shulman[2] (zang, saxofoon, trompet)
- Ray Shulman[3] (zang, gitaar, viool, trompet)
- Peter O'Flaherty (basgitaar) (geb. 8 mei 1944 in Gosport, Hampshire)
- Eric Hine[4] (keyboards) (geb. als Eric Raymond Lewis Hines, 4 september 1944 in Portsmouth, Hampshire)
- Tony Ransley (drums) (geb. als Anthony John Ransley, 17 mei 1944 in Portsmouth, Hampshire).

## Geschiedenis
Ze begonnen als The Howling Wolves en daarna The Road Runners, die r&b speelden rond de regio Portsmouth. Aan het begin van 1966 werd de naam veranderd in Simon Dupree & the Big Sound. Het repertoire van deze vroege band was meer gefocust op de songs van Wilson Pickett, Don Covay en op Otis Redding dan op Howlin' Wolf of Bo Diddley.
De band had een contract bij Parlophone onder producent Dave Paramor. Hun eerste paar singles, waaronder I See The Light (1966), haalden de hitlijst niet. In oktober 1967 besloot het management van de band en hun label, te trachten om de bandsound te laten overgaan naar de psychedelische rock.
Aan het eind van 1967 braken ze uiteindelijk door met de top 10-hit Kites. Zichzelf beschouwende als blue eyed soulbrothers, ergerden ze zich erover dat het afweek van hun gebruikelijke stijl. Het vervolg For Whom The Bells Tolls was slechts een kleine hit en de daaropvolgende single Broken Hearted Pirates, met Dudley Moore aan de piano, had hoegenaamd geen progressie.
In 1967 werd de tot dan onbekende toetsenist Reginald Dwight ingehuurd om de zieke Eric Hine te vervangen en hij vergezelde de band tijdens een tournee in Schotland. Ze werden gevraagd om hem permanent in de band op te nemen en aldus werd hij aangenomen als een vast bandlid. Ze verwierpen terloops de mogelijkheid om enkele van zijn composities op te nemen (alhoewel ze uiteindelijk I'm Going Home als B-kant van hun laatste (contractueel verplichte) single opnamen) en lachten toen hij hen vertelde dat hij de artiestennaam Elton John had aangenomen. In april 1968 verschenen Simon Dupree & the Big Sound naast Amen Corner, Gene Pitney, Don Partridge en Status Quo in het Odeon Theatre in Lewisham tijdens de eerste van een twee nachten durende tournee door het Verenigd Koninkrijk. Aan het begin van 1969 werden ze geboekt om op te treden in de Lanchester Polytechnic in Coventry, maar ze kwamen niet opdagen. Hun vervangende act Raymond Froggatt speelde de hele avond.
De band publiceerde het studioalbum Without Reservation (1967) bij Parlophone en de compilatie Amen (1980). Een meer recente verzameling Part of my Past (2004), inclusief al hun singles, albumnummers en eerder niet-gepubliceerd materiaal, voorbereid voor hun tweede album, werd toentertijd geannuleerd.
Aan het eind van 1968 publiceerden ze de single We Are The Moles (Part 1)/(Part 2) onder de bijnaam The Moles bij Parlophone. De single gaf geen aanwijzingen ten aanzien van de identiteit van de artiesten, wel dat beide songs waren geschreven, voorgedragen en geproduceerd door The Moles. Geruchten deden de ronde dat het een verzwegen eindprodukt was van The Beatles, die ook onder contract stonden bij Parlophone, met Ringo Starr als leadzanger.
Teleurgesteld om te worden gezien als eendagsvlieg, die door hun label werden opgezadeld met het imago van popgroep in plaats van de soulband die ze altijd hadden willen zijn, werd de band in 1969 ontbonden. De gebroeders Shulman formeerden daarna de progressieve rockband Gentle Giant.

## Discografie

### Singles
Parlophone
- 1966: I See the Light / It Is Finished
- 1967: Reservations / You Need A Man
- 1967: Day Time, Night Time / I've Seen It All Before
- 1967: Kites / Like The Sun Like The Fire
- 1968: For Whom the Bells Toll / Sleep
- 1968: Part Of My Past / This Story Never Ends
- 1968: Thinking About My Life / Velvet and Lace
- 1968: We Are The Moles, Part 1 / We Are the Moles, Part 2
- 1969: Broken Hearted Pirates / She Gave Me The Sun
- 1969: The Eagle Flies Tonight / Give It All Back

### Albums
- 1967: Without Reservations (Parlophone)

### Compilaties
- 1982: Kites
- 2004: Part Of My Past